# Communauté rurale de Maka Yop
La communauté rurale de Maka Yop est une communauté rurale du Sénégal située à l'ouest du pays. 
Elle fait partie de l'arrondissement de Missirah Wadene, du département de Koungheul et de la région de Kaffrine.